# Phyllodactylus homolepidurus
Espèce
Statut de conservation UICN

 LC  : Préoccupation mineure
Phyllodactylus homolepidurus est une espèce de geckos de la famille des Phyllodactylidae.

## Répartition
Cette espèce est endémique du Sonora au Mexique.

## Liste des sous-espèces
Selon The Reptile Database (13 février 2013) :
- Phyllodactylus homolepidurus homolepidurus Smith, 1935
- Phyllodactylus homolepidurus nolascoensis Dixon, 1964

## Taxinomie
Larry Lee Grismer, ne reconnait pas la validité de la sous-espèce Phyllodactylus homolepidurus nolascoensis.

## Publications originales
- Dixon, 1964 : The systematics and distribution of lizards of the genus Phyllodactylus in North and Central America. New Mexico State University Science Bulletin, vol. 64, p. 1-139.
- Smith, 1935 : Miscellaneous notes on Mexican lizards. University of Kansas science bulletin, vol. 22, no 6, p. 119-156 (texte intégral).